# Encrucijada (folclore)
En el folclore, las encrucijadas pueden representar un lugar "entre dos mundos", un sitio donde se puede contactar con espíritus sobrenaturales y ocurrir sucesos paranormales. Simbólicamente, puede significar una localidad en la que dos planos se tocan y por tanto, representa la liminalidad, un lugar literalmente "ni aquí ni allí" o "entre dos mundos".

## Religiones antiguas

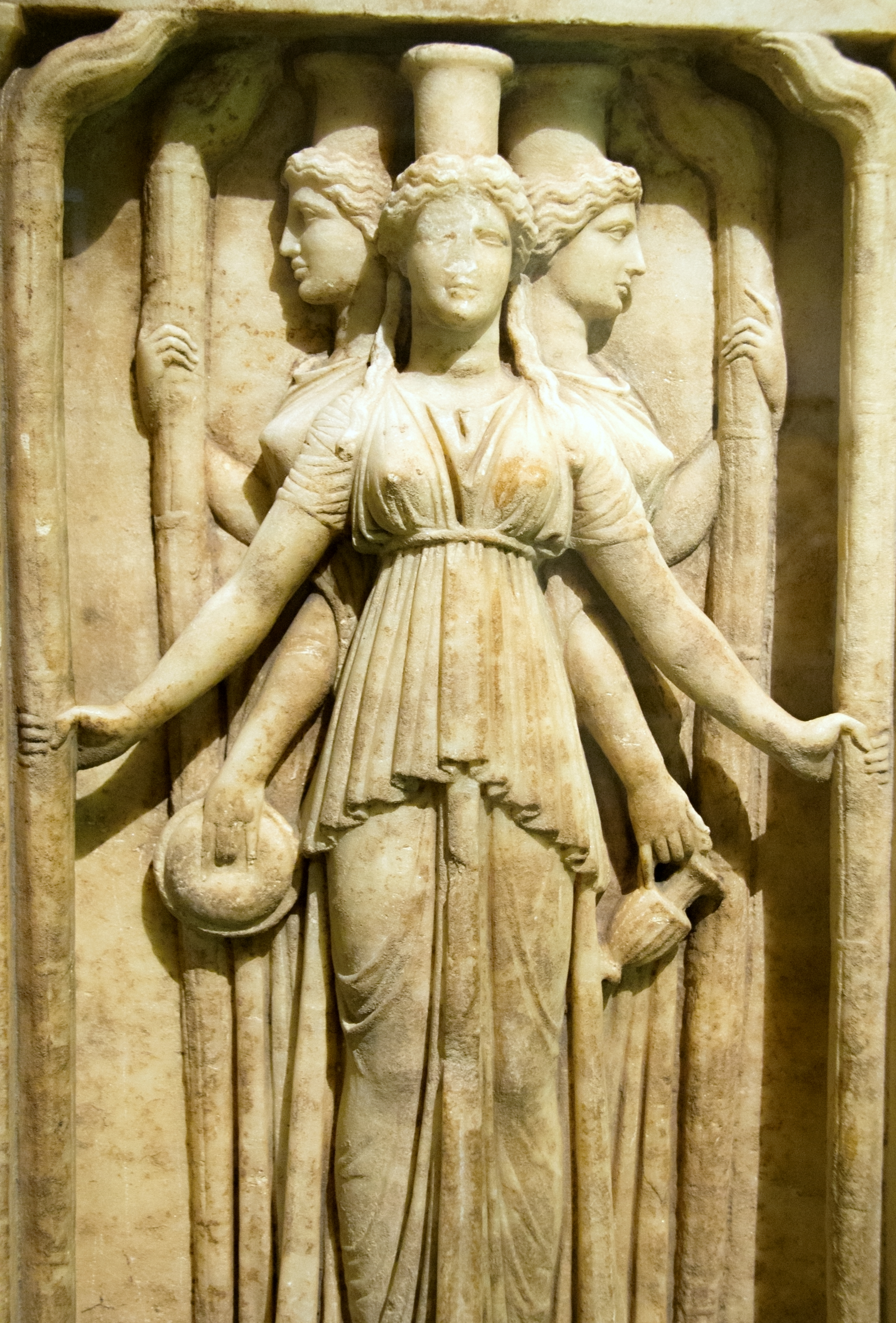
Mármol Hekate triplicado en relieve, la Diosa Hekate reside en las encrucijadas.

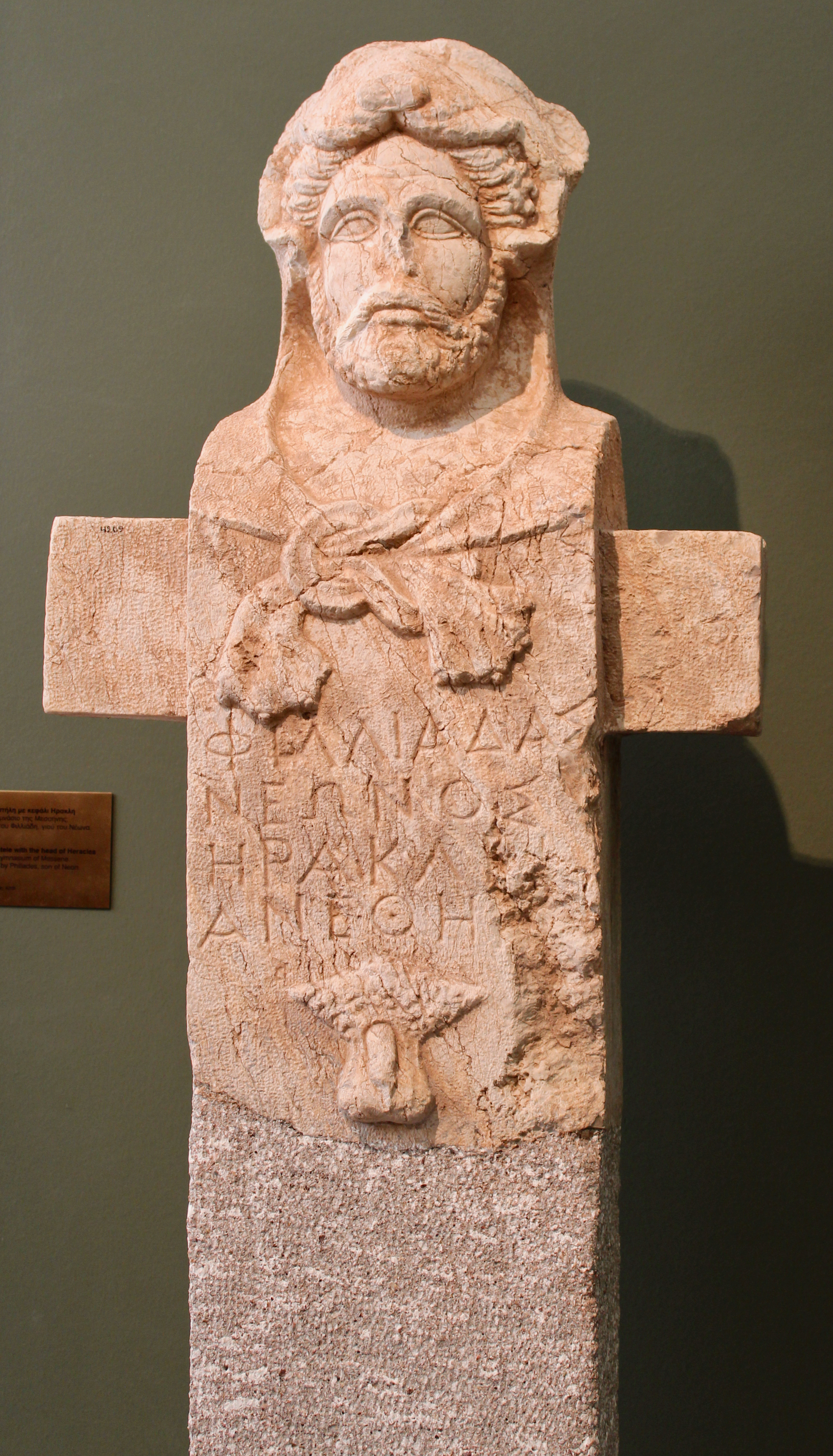
La herma era una estatua asociada a Hermes. En la antigua Grecia se utilizaba para marcar los límites y los cruces de caminos, y se creía que alejaba el mal. (Museo de la antigua Mesenia, Grecia).

En la mitología griega, las encrucijadas se asociaban tanto a Hécate como a Hermes, en ellas se celebraban santuarios y ceremonias dedicadas a ambos dioses. El pilar de herma marcaba con frecuencia estos lugares debido a la asociación del dios con los viajeros y a su papel de guía. Aunque en la mitología griega la relación de Hécate con las encrucijadas estaba más arraigada en los rituales, era menos importante que Hermes. En cada luna nueva se le dejaban "cenas de Hécate" en las encrucijadas y uno de sus títulos más comunes era el de "diosa de las encrucijadas". En sus últimas representaciones triples, cada una de las tres cabezas o cuerpos se asocia a menudo con una de las tres encrucijadas.
Según el historiador del siglo IV Filocoro, "en Atenas también se enviaban ofrendas a las encrucijadas el día dieciséis del mes, es decir, medio mes después de la ofrenda de luna nueva, en el momento de la luna llena". En la sociedad grecorromana, los rituales de protección se realizaban en las encrucijadas y en ellas se dejaban los restos de rituales de purificación. Los griegos y los romanos creían que las puertas, las entradas, los ríos, las fronteras y las encrucijadas tenían significados espirituales relacionados con las transiciones, la salida de una zona para ir a otra o un cambio de dirección físico y espiritual. Por este motivo, se realizaban rituales de protección y rituales relacionados con el cambio (transición) en las encrucijadas.
Una homilía del siglo XI llamada De Falsis Deis nos dice que Mercurio u Odín eran honrados en las encrucijadas.
53. Sum man eac wæs gehaten Mercurius on life, se wæs swyðe facenfull
54. And, ðeah full snotorwyrde, swicol on dædum and on leasbregdum. Ðone
55. macedon þa hæðenan be heora getæle eac heom to mæran gode and æt wega
56. gelætum him lac offrodon oft and gelome þurh deofles lare and to heagum
57. beorgum him brohton oft mistlice loflac.
La traducción al español del texto en inglés moderno dice: "Érase una vez un hombre llamado Mercurio, que era muy engañoso, aunque bastante sabio en el habla, era traicionero en las acciones y en las mentiras. Los paganos, según cuentan, también lo hicieron su gran dios y a menudo le ofrecían sacrificios en las encrucijadas, por medio de las enseñanzas del diablo y a las altas colinas a menudo llevaban diversas ofrendas de alabanza."

## Folclore medieval
En Gran Bretaña existía la tradición de enterrar a los criminales y suicidas en las encrucijadas, esto pudo deberse a que estas marcaban los límites del poblado, sumado al deseo de enterrar a los que no cumplían la ley fuera del mismo o bien a que los numerosos caminos podrían confundir a los muertos.Las encrucijadas también solían utilizarse como lugar de castigo y ejecución de criminales, como la horca o el árbol de dule, lo que también pudo ser una razón para que se utilizaran como lugar de entierro de suicidas, ya que éste se consideraba un delito. Este ritual de entierro en las encrucijadas se remonta a la época anglosajona y se mantuvo hasta su abolición en 1823.
Aunque en la Edad Media se convirtieron en un lugar de entierro para suicidas y personas que no podían recibir una sepultura digna, para los cristianos, las encrucijadas eran antiguamente un lugar de entierro después de la iglesia consagrada.
En la mitología popular occidental se dice que una encrucijada puede servir para invocar a un demonio o diablo con el fin de hacer un pacto, por ejemplo, la Historia von D. Johann Fausten, de 1587, que describe al personaje de Fausto escribiendo círculos mágicos en una encrucijada para invocar al diablo y en los cuentos populares de Freischütz también se suele invocar al diablo en una encrucijada para lanzar balas mágicas.
En 1885, en su ensayo histórico Supersticiones transilvanas, Emily Gerard describe cómo se solían evitar las encrucijadas y relata la creencia rumana de que se podía invocar a un demonio en una encrucijada dibujando un círculo mágico, ofreciendo una moneda de cobre como pago y recitando un conjuro.

## Hoodoo

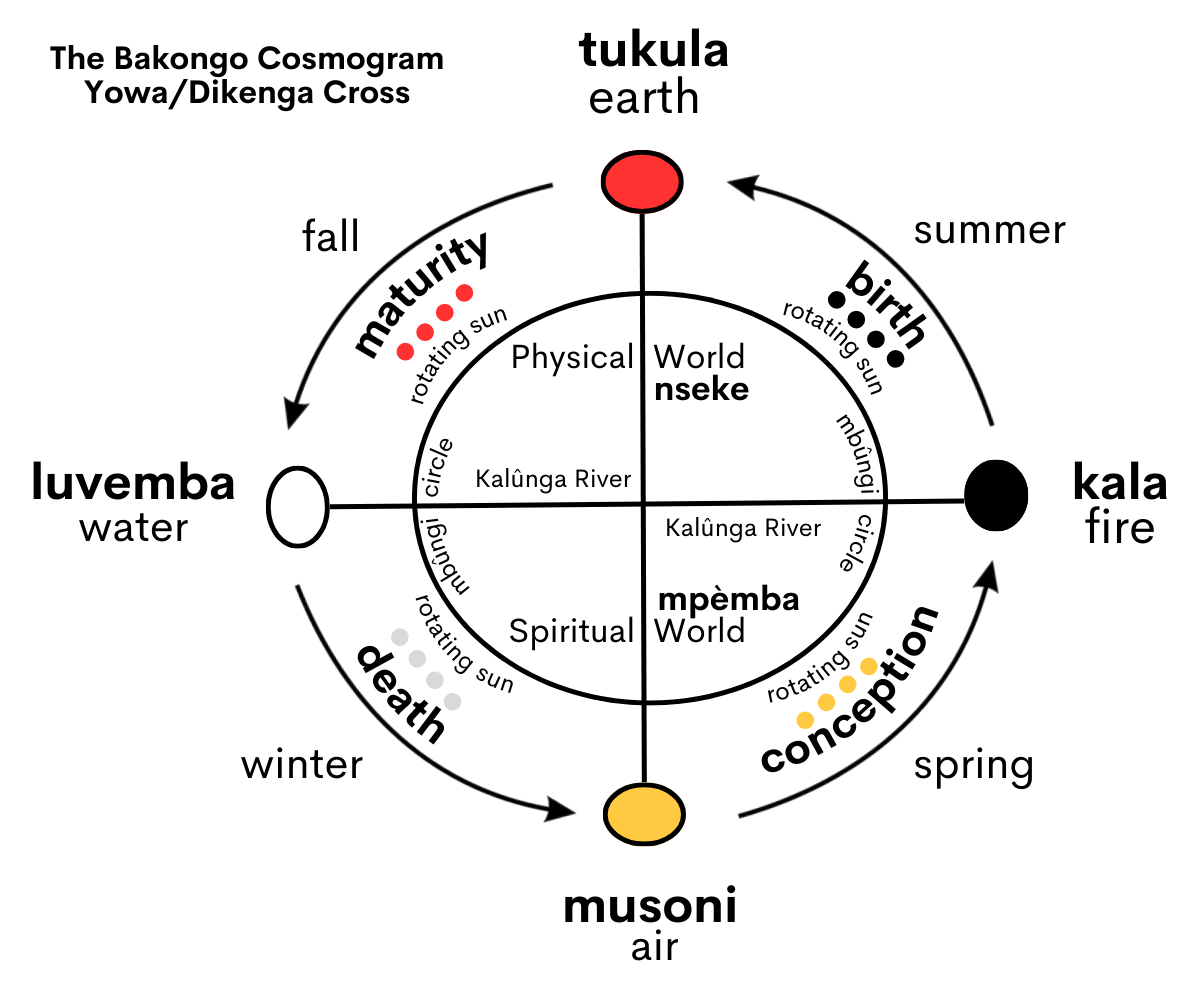
El cosmograma Kongo.

En el conjuro, el rootwork y el hoodoo (una forma de espiritualidad mágica africana practicada por los afroamericanos en Estados Unidos), la encrucijada del hoodoo tiene su origen en el cosmograma Kongo de África Central, que representa la salida y puesta del sol, así como el ciclo vital humano de muerte y renacimiento.El centro de la encrucijada es donde tiene lugar la comunicación con los espíritus. Durante la trata transatlántica de esclavos, el cosmograma Kongo fue llevado a Estados Unidos por esclavos africanos. Los arqueólogos desenterraron en las plantaciones de esclavos de Carolina del Sur representaciones del cosmograma Kongo en vasijas de arcilla hechas por africanos esclavizados.El cosmograma Kongo también se denomina cosmograma Bakongo y cruz Yowa. La cruz Yowa del cosmograma Kongo, es una encrucijada de caminos (incluso una rama bifurcada) y es la referencia a un símbolo crucial de paso y comunicación entre mundos. La “vuelta” en el camino, es decir, la encrucijada, sigue siendo un concepto indeleble en el mundo kongo-atlántico, como punto de intersección entre los antepasados y los vivos."Es en la encrucijada donde muchos africanos creen que uno será testigo de los poderes de Dios y emergerá de las aguas espiritualmente renovado".
En África Occidental, entre los yoruba, se encuentran otros orígenes africanos de la encrucijada en el Hoodoo, como la deidad embaucadora llamada Eshu-Elegba, que reside en la encrucijada y a la que los yoruba hacen ofrendas.En el Hoodoo, hay un espíritu que reside en la encrucijada al que hay que dar ofrendas; sin embargo, la palabra Eshu-Elegba no existe en Hoodoo porque los nombres de las deidades africanas se perdieron durante la esclavitud. El folclorista Newbell Niles Puckett, registró una serie de rituales de encrucijada en Hoodoo practicados entre los afroamericanos del sur y explicó su significado, "Posiblemente esta costumbre de sacrificar en las encrucijadas se deba a la idea de que los espíritus, al igual que los hombres, recorren las carreteras y tendrían más probabilidades de dar con la ofrenda en las encrucijadas que en cualquier otro lugar".Los espíritus africanos de las encrucijadas llegaron a Estados Unidos durante la trata transatlántica de esclavos. En la tradición vudú, Papa Legba es el lwa de las encrucijadas y un mensajero al mundo de los espíritus.

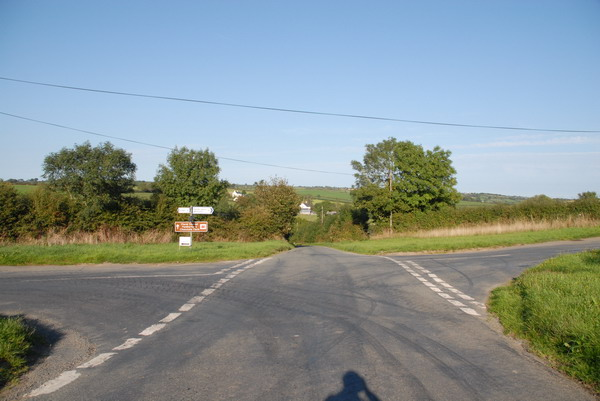
En Hoodoo, las encrucijadas se encuentran donde dos caminos se juntan formando una X. La encrucijada en Hoodoo tiene su origen en el cosmograma Kongo de África Central.

Se cree que una práctica de origen Hoodoo consiste en vender el alma al diablo en la encrucijada para adquirir facilidad en diversas habilidades manuales y corporales, como tocar un instrumento musical, lanzar dados o bailar. Existe la creencia de que uno puede acudir a una encrucijada un determinado número de veces, ya sea a medianoche o justo antes del amanecer, se encontrará con un "hombre negro", al que algunos llaman el Diablo, que le otorgará las habilidades deseadas. Se cree que esta práctica tiene su origen en un músico de blues afroamericano llamado Robert Johnson, ya que en historia del vudú se dice que Robert Johnson se convirtió en un hábil músico de blues tras vender su alma al diablo en una encrucijada, por lo que la gente empezó a ir a las encrucijadas a medianoche a vender su alma al diablo para adquirir o mejorar una habilidad. La familia de Robert Johnson ha declarado que esto no es cierto; Johnson se convirtió en un experto músico de blues gracias a su formación con Ike Zimmerman, que era guitarrista de blues. En un artículo del Museo Nacional del Blues se lee lo siguiente al respecto, "En el caso de Robert Johnson, muchos familiares han salido a la palestra para disipar estos rumores y han abogado por que se diga la verdad sobre Robert Johnson. Durante el tiempo que estuvo desaparecido, Johnson volvió a casa, donde se encontró con Ike Zimmerman, quien lo acogió bajo su protección y tras años de práctica, Johnson se convirtió en el legendario músico de Blues que conocemos hoy". Por lo tanto, la idea de que uno puede vender su alma al diablo en la encrucijada y adquirir una habilidad puede no ser algo tradicional en el Hoodoo.

## Mitología brasileña
Las encrucijadas son muy importantes tanto en la mitología brasileña, que está relacionada con la mula sin cabeza, el diablo, la Besta Fera y la versión brasileña del hombre lobo, como en la religiosa, al ser el lugar preferido para la manifestación de entidades de la "mano izquierda", como Exus y el lugar donde colocar ofrendas a los Orishas. Eshu y Legba derivan de la misma deidad africana, aunque son vistos de maneras muy distintas según las tradiciones. En el vudú haitiano, por ejemplo, Papa Legba se considera más cercano a San Pedro, mientras que en la Quimbanda brasileña no es raro ver a Exu estrechamente asociado a entidades demoníacas como Lucifer, vestido con atuendos mefistofélicos y portando un tridente.

## En la literatura moderna

### Canciones de blues
Algunas canciones de blues del siglo XX pueden tratar sobre hacer un pacto con el diablo en una encrucijada. Muchos oyentes modernos creen que la principal canción sobre la venta del alma en una encrucijada es "Cross Road Blues", de Robert Johnson. Según una leyenda, el propio Johnson vendió su alma en una encrucijada para aprender a tocar la guitarra. El documental de Netflix titulado ReMastered: Devil at the Crossroads. Sin embargo, la letra de la canción se limita a describir a un hombre que intenta pedir aventón; la sensación de presentimiento se ha interpretado como la inquietud del cantante por encontrarse a sí mismo, un joven negro en el sur de Estados Unidos en los años veinte, solo al anochecer y a merced de los automovilistas que pasan.